# Carlos Cardoso
Carlos Alberto Lourenço Cardoso, noto semplicemente come Carlos Cardoso (Setúbal, 29 dicembre 1944), è un allenatore di calcio ed ex calciatore portoghese, di ruolo difensore.

## Palmarès

### Giocatore

#### Competizioni nazionali
- Coppa del Portogallo: 2

Vitória Setúbal: 1964-1965, 1966-1967